# Rhypopteryx bowdeni
Rhypopteryx bowdeni är en fjärilsart som beskrevs av Collenette 1960. Rhypopteryx bowdeni ingår i släktet Rhypopteryx och familjen tofsspinnare. Inga underarter finns listade.